# مريم الجلاهمة
مريم عذبي الشملان الجلاهمة (ولدت في 1961 في البحرين) طبيبة وسياسية وأستاذة جامعية ومؤلفة ومذيعة بحرينية. تشغل حاليا منصب الرئيس التنفيذي للهيئة الوطنية لتنظيم المهن والخدمات الصحية من 2015.

## النشأة والتعليم
حصلت على شهادة الثانوية العامة من مدرسة الحورة الثانوية للبنات بالبحرين في عام 1977. حصلت الجلاهمة على شهادة بكالوريوس الطب والجراحة من كلية طب القصر العيني بجامعة القاهرة في عام 1985. ثم حصلت على شهادة التخصص في طب العائلة من الجامعة الأميركية في بيروت العام 1990. ثم حصلت على زمالة المجلس العربي لتخصص طب الأسرة والمجتمع في عام 1991. ثم حصلت على دبلوم الدراسات العليا في التعليم الطبي من جامعة دندي باسكتلندا في عام 1994. ثم حصلت على دبلوما عليا في الإدارة الطبية بامتياز مع مرتبة الشرف من كلية الجراحين الملكية في إيرلندا في عام 2001.

## المسيرة المهنية
عملت طبيبة في قسم الأطفال بمستشفى قوة دفاع البحرين من 1986 إلى 1987. ثم عملت في برنامج تدريب طب العائلة بوزارة الصحة من 1987 إلى 1990. ثم تم ترقيتها إلى استشارية طب عائلة بمركز المحرق الصحي من 1990 إلى 1993. ثم تم ترقيتها إلى نائبة رئيس أطباء مركز بنك البحرين الوطني الصحي من 1993 إلى 1994. ثم تم ترقيتها إلى استشارية ومدربة أطباء بإدارة التدريب بوزارة الصحة من 1994 إلى 2003 ثم تم ترقيتها إلى منسقة العلاقات الدولية والعامة بوزارة الصحة في عام 2003 ثم تم ترقيتها إلى وكيلة مساعدة للرعاية الأولية والصحة العامة بوزارة الصحة من 2003 إلى 2015.
كما تعمل أستاذة مساعدة بكلية الطب بجامعة الخليج العربي من 1996 وحتى الآن ومقدمة ومعدة البرامج الصحية بتلفزيون البحرين من 1999 إلى 2003.
كما تم تعيينها خبيرة في المجال الصحي لدى منظمة المرأة العربية التابعة لجامعة الدول العربية.
تم تعيينها عضوة في مجلس الشورى من 2000 إلى 2002.
في 20 سبتمبر 2015 تم تعيينها الرئيس التنفيذي للهيئة الوطنية لتنظيم المهن والخدمات الصحية. في عام 2018 حصلت الهيئءة على جائزة أفضل الممارسات الحكومية لعام 2018 لوضع إستراتيجية الرعاية الصحية الاولية وكذلك المساهمة في وضع الخطة الاستراتيجية لوزارة الصحة والمشاركة في وضع برنامج عمل الحكومة والخطة الوطنية للصحة وتنفيذ برنامج ضمان الجودة في المؤسسات الصحية (الاعتماد الوطني). في عام 2020 فازت الهيئة الوطنية لتنظيم المهن والخدمات الصحية بجائزة التميز في التواصل مع العملاء لسنة 2020 بعد أن حققت التميز في الأداء بالنظام الوطني للمقترحات والشكاوى (تواصل) من حيث سرعة وكفاءة الاستجابة مع مقترحات وشكاوى المتعاملين.
وفي نوڤمبر من عام 2023 تم تعيينها الرئيس التنفيذي للمستشفيات الحكومية خلفا للدكتور أحمد الانصاري.

## العضويات
حصلت على عضوية كل من: اللجنة الوطنية لمكافحة التدخين ونائب رئيس اللجنة، لجنة أخلاقيات المهنة، اللجنة التنسيقية بين وزارة الصحة والمجلس الأعلى للمرأة، رئيسة فريق إعداد إستراتيجية المجال الصحي في الاستراتيجية الوطنية لتمكين المرأة.
في مايو 2014 انتخبت عضوة في لجنة المعاشات وتقاعد الموظفين الدولية لمنظمة الصحة العالمية ممثلة عن دول إقليم شرق المتوسط وذلك نظرا لخبرتها الإدارية ومساهماتها بصفتها خبيرة لمنظمة الصحة العالمية في مختلف القضايا الصحية.
كما تم تعيينها عضوة في لجنة الاعتماد الأكاديمي للمجلس الأعلى للتعليم العالي من 2016 إلى 2021. كما تم تعيينها عضوة في المجلس التنفيذي لمجلس وزراء الصحة لدول مجلس التعاون الخليجي حتى عام 2016. تم تعيينها عضوة في المعهد الوطني لحقوق الإنسان.
كما أنها عضوة في جمعية الاطباء البحرينية وعضوة مؤسسة لجمعية الموهبة والابداع البحرينية ورئيسة اللجنة الاعلامية بها وعضوة مجلس الآباء بمدرسة العدوية الابتدائية للبنات بالبحرين.
لها عدة بحوث ومؤلفات منها: دراسة مسحية عن البرامج الصحية الموجهة للمرأة في مملكة البحرين وكتاب التبغ حقائق ومعلومات.

## تكريم وجوائز
في عام 1999 تم تكريمها من قبل رئيس وزراء البحرين آنذاك خليفة بن سلمان بن حمد آل خليفة ضمن مهرجان تكريم رواد جزيرة المحرق.
في عام 2000 حصلت على شهادة التميز من وزير الصحة للحصول على امتياز مع مرتبة الشرف في دبلوما الإدارة الصحية.
في عام 2002 حصلت على الجائزة الذهبية لأفضل برنامج صحي تلفزيوني من مهرجان الخليج للإذاعة والتلفزيون.
في ديسمبر 2011 حصلت على وسام الكفاءة من ملك البحرين حمد بن عيسى بن سلمان آل خليفة.
كما تم تكريمها من قبل سبيكة بنت إبراهيم آل خليفة قرينة ملك البحرين رئيسة المجلس الأعلى للمرأة في احتفال يوم المرأة الوطني حيث تم تقديم الجائزة إلى القيادات النسائية في مجال الصحة.
في يونيو 2011 تم منحها جائزة إقليمية لمكافحة التبغ في المنطقة من قبل المكتب الإقليمي لشرق البحر الأبيض المتوسط لمنظمة الصحة العالمية.
في عام 2019 حصلت الجلاهمة على الجائزة العالمية لرواد الصحة لعام 2019 في نسختها الأولى التي أطلقها معرض ومؤتمر الصحة العربي الذي أقيم في دبي بدولة الإمارات العربية المتحدة.
في عام 2019 حصلت الجلاهمة على وسام مجلس التعاون للخدمة المدنية حيث تم تكريمها في حفل تكريم الكفاءات بقطاعات الخدمة المدنية بدول مجلس التعاون الذي أقيم في مدينة مسقط بسلطنة عمان.
في عام 2021 أعلنت الشبكة الإقليمية للمسؤولية الاجتماعية عن اختيار الجلاهمة ضمن قائمة المائة شخصية عربية الأكثر تأثيرا في مجال المسؤولية المجتمعية للعام 2020 وذلك وفق التصنيف المهني العربي بإشراف الشبكة ونخبة من الاستشاريين.

## الاحتجاجات البحرينية 2011
في بداية الاحتجاجات في فبراير 2011 ظهرت الجلاهمة في تلفزيون البحرين وبعد سؤالها عن تواجد الأطباء والممرضين في دوار اللؤلؤة بدلا من التواجد في مقرات عملهم بالمستشفيات والمراكز الصحية حيث قالت:
ولكن في مارس 2011 بعد القضاء على الاحتجاجات السلمية التي تحول بعضها إلى احتجاجات انقلابية - تدعو إلى اسقاط النظام الملكي الحاكم لآل خليفة واستبداله بنظام جمهوري شيعي - التي عصفت في البحرين في فبراير ومارس 2011 اتهمت المعارضة البحرينية (المدعومة من قبل جمهورية إيران الإسلامية) الجلاهمة بأنها أصدرت قرارات التخلص من الأطباء ورؤساء المراكز الصحية ورؤساء الأقسام والإداريين المسؤولين المشاركين في تلك الاحتجاجات مما عدتها المعارضة قرارات تطهيرية مجرمة دوليا.

## الحياة الشخصية
متزوجة وأم لثلاثة أطفال.
في 13 أغسطس 2019 توفي والدها عذبي الشملان الجلاهمة لاعب نادي المحرق الأربعينات والخمسينات.
أخيها هو ياسر عذبي الشملان الجلاهمة الذي تم القبض عليه من خلال الأجهزة الأمنية في قوة دفاع البحرين بقيامه بتجنيد خلايا تجسسية عنقودية لصالح دولة قطر حيث اشترك مع متهمين آخرين من خلال السعي والتخابر في ارتكاب جناية إفشاء أسرار الدفاع عن البلاد وتسليم هذه المعلومات للأجهزة الاستخباراتية القطرية بقصد ارتكاب عمل ضار بمصلحة مملكة البحرين والإضرار بمركز البلاد الحربي حيث قام والمتهمون الآخرون بالإفضاء بمعلومات رسمية وإيضاحات عن مسائل وأمور عسكرية سرية إلى أشخاص غير مصرح لهم بالاطلاع عليها وأنه بعد انتهاء النيابة العسكرية من التحقيق فـي القضية تم إحالتها إلى المحكمة العسكرية المختصة حيث صدرت بتاريخ 30 أبريل 2019 أحكام حضورية متفاوتة بحق المتهمين ما بين السجن المؤبد والسجن المؤقت وغيابيا بحق ياسر بالإعدام وتنزيل رتبته إلى جندي وطرده من قوة الدفاع وعدم التحلي بأي وسام أو نوط وشطب اسمه من قائمة أعضاء القوة الاحتياطية حيث مازال مطلوب للعدالة حيث فر ياسر إلى قطر وتجنس بجنسيتها دون موافقة الجهات المختصة في قوة دفاع البحرين وقد صدرت بحقه مذكرة قبض من خلال الشرطة الجنائية الدولية (الإنتربول) لملاحقته قضائيا.